# Sin enda grund har kyrkan
Sin enda grund har kyrkan, är en psalm om Kristi kyrka av Samuel John Stone, skriven 1866. Musik komponerad av Samuel Sebastian Wesley 1864, alltså ursprungligen till en annan text. Texten översattes till svenska 1928 av Paul Ongman med titeln Det byggs ett heligt tempel. Texten bygger på Efesierbrevet 2:21. Fritt översatt 1981 av Olov Hartman med titeln Sin enda grund har kyrkan. 

## Publicerad som
- Nr 389 i Segertoner 1930
- Nr 165 i 1937 års psalmbok med titelraden "Guds kyrkas grund är vorden", under rubriken "Kyrkan".
- Nr 57 i Den svenska psalmboken 1986, 1986 och 2013 års Cecilia-psalmbok, Psalmer och Sånger 1987, Segertoner 1988 och Frälsningsarméns sångbok 1990 under rubriken "Kyrkan".
- Nr 713 i EFS-tillägget 1986 med titelraden "Det byggs ett heligt tempel" under rubriken "Kyrkan".
- Nr 404 i  Psalmer och Sånger 1987 med titelraden "Det byggs ett heligt tempel", under rubriken "Kyrkan och nådemedlen - Kyrkan - församlingen".[2]
- Nr 386 i Segertoner 1988 med titelraden "Det byggs ett heligt tempel" under rubriken "Den kristna gemenskapen - Församlingen".[1]
- Nr 167 i Finlandssvenska psalmboken 1986 under rubriken "Kristi kyrka".